# Podzamcze (gromada w powiecie zawierciańskim)
Podzamcze – dawna gromada, czyli najmniejsza jednostka podziału terytorialnego Polskiej Rzeczypospolitej Ludowej w latach 1954–1972.
Gromady, z gromadzkimi radami narodowymi (GRN) jako organami władzy najniższego stopnia na wsi, funkcjonowały od reformy reorganizującej administrację wiejską przeprowadzonej jesienią 1954 do momentu ich zniesienia z dniem 1 stycznia 1973, tym samym wypierając organizację gminną w latach 1954–1972.
Gromadę Podzamcze z siedzibą GRN w Podzamczu utworzono – jako jedną z 8759 gromad na obszarze Polski – w powiecie olkuskim w woj. krakowskim, na mocy uchwały nr 28/IV/54 WRN w Krakowie z dnia 6 października 1954. W skład jednostki weszły obszary dotychczasowych gromad Podzamcze i Kiełkowice ze zniesionej gminy Ogrodzieniec w tymże powiecie. Dla gromady ustalono 13 członków gromadzkiej rady narodowej.
1 stycznia 1956 gromadę przyłączono do powiatu zawierciańskiego w woj. stalinogrodzkim.
31 grudnia 1961 do gromady Podzamcze włączono obszar zniesionej gromady Ryczów w tymże powiecie; z gromady Podzamcze wyłączono natomiast wieś Kiełkowice, włączając ją do gromady Giebło w tymże powiecie.